# Brixia pallens
Brixia pallens är en insektsart som beskrevs av Van Stalle 1983. Brixia pallens ingår i släktet Brixia och familjen kilstritar. Inga underarter finns listade i Catalogue of Life.